# Ulf Laurin
Ulf Knutsson Laurin, född 14 maj 1934 i Oscars församling i Stockholm, död 26 juni 2016 i Malmö, var en svensk direktör, tidigare styrelseordförande i SAF.
Ulf Laurin var son till Knut Laurin, direktör vid förpackningsföretaget PLM AB som efterträtt sin far Oscar Laurin som VD där; modern var född Sparre. Efter studentexamen vid Sigtunaskolan 1952 påbörjade Laurin sin militära utbildning vid Svea Livgarde där han blev reservofficer. Sedan studerade han vid Handelshögskolan i Stockholm, och tog civilekonomexamen 1957. Efter tjänst i Holland, Belgien och Västtyskland, då Laurin lärde sig förpackningsindustrin, återvände han till PLM där han blev chef för dess tre glasbruk 1962. Laurin var sedan VD för företaget 1970–1989 och blev därefter ordförande i Svenska Arbetsgivareföreningen 1989–1996.
När Laurin tillträdde som ordförande vid SAF hade föreningen skakats av förre ordföranden Claes-Ulrik Winbergs inblandning i Boforsaffären, som efterträtts av den pensionerade Karl-Erik Önnesjö. Laurin hade ingått i SAF:s styrelse sedan 1978. Bland det första Laurin gjorde på posten som ordförande var att decentralisera löneförhandlingarna, i ett försök till att individualisera lönerna. 
Laurin var också styrelseledamot i Cloetta Fazer och AB Volvo samt ordförande i Näringslivets Fond och Svenska Golfförbundet.
Politiskt intresserad blev Laurin medlem av Moderaterna och invaldes i dess partistyrelse 1987.
Ulf Laurin gifte sig första gången 1958 med Christina Gullander (1935–1999), dotter till direktören Arne Gullander och Dagmar Söderberg. De fick sex barn: tvillingarna Hélène och Caroline (födda 1960), Jacob (född 1962), Madeleine (född 1964), Catherine (född 1967) och Knut (född 1972). Dottern Caroline Törnquist är jurist och gift med TV-profilen Steffo Törnquist.
Andra gången gifte han sig 2003 med Ruth Martinez de Olausson (född 1947). Ulf Laurin är begravd på Skarhults kyrkogård.